# 豊郷台
豊郷台（とよさとだい）は、栃木県宇都宮市の町。豊郷台一丁目から豊郷台三丁目まであり、全域が住居表示未実施地域である。不動産会社によって計画的に開発された地域で、帝京大学宇都宮キャンパスやショッピングセンターを除けばベッドタウン機能に特化している。

## 地理
宇都宮市の中央部に位置する。宇都宮市街地に隣接する宇都宮丘陵の西側にあり、富士見ヶ丘団地・ニュー富士見ヶ丘団地などと並び宅地開発された地域である。緑化協定と地区計画を導入することで良好な住環境の継承を図っており、宇都宮市では高級住宅街と認識されている。2020年（令和2年）の地価公示によると、住宅地の公示地価は、豊郷台二丁目6番11の地点で60,000円/m2である。
地区の中央部を貫く美術館通りの以西・以南が一丁目、美術館通り以東・けやき通り以南が二丁目、美術館通りおよびけやき通り以北が三丁目である。帝京大学宇都宮キャンパスのある一丁目は昼間人口が夜間人口の31倍に達する一方、二丁目と三丁目はベッドタウンであるため、昼間には6割強の人口が域外に流出する。住民は宇都宮市外から転勤してきた教育熱心な人が多い。
宇都宮市役所による地域区分（16地区）および地区連合自治会区域（39地区）では、いずれも豊郷地区（旧豊郷村）に含まれる。
北は瓦谷町、東は関堀町、南から西にかけては長岡町と接し、瓦谷町・関堀町との境界付近を田川が流れる。豊郷台が町名として制定される以前は、これら隣接町の一部であった。

### 丁目
基本データは以下の通り。人口・世帯数は2020年（令和2年）7月31日現在、面積は2019年（令和元年）12月31日現在。
| 町名         | 人口    | 世帯数    | 面積     | 郵便番号 |
| ------------ | ------- | --------- | -------- | -------- |
| 豊郷台一丁目 | 122人   | 91世帯    | 0.330km2 | 320-0003 |
| 豊郷台二丁目 | 2,586人 | 973世帯   | 0.471km2 | 320-0003 |
| 豊郷台三丁目 | 1,920人 | 618世帯   | 0.279km2 | 320-0003 |
| 合計         | 4,628人 | 1,682世帯 | 1.080km2 | 320-0003 |

豊郷台では丁目ごとに自治会が置かれており、各自治会は「豊郷台〇丁目」と称する。
豊郷台一丁目
帝京大学宇都宮キャンパスがあり、大学教職員とその家族を会員とする豊郷台一丁目自治会が2017年（平成29年）3月8日に発足した。北は三丁目、東は二丁目、南から西にかけては長岡町と接する。

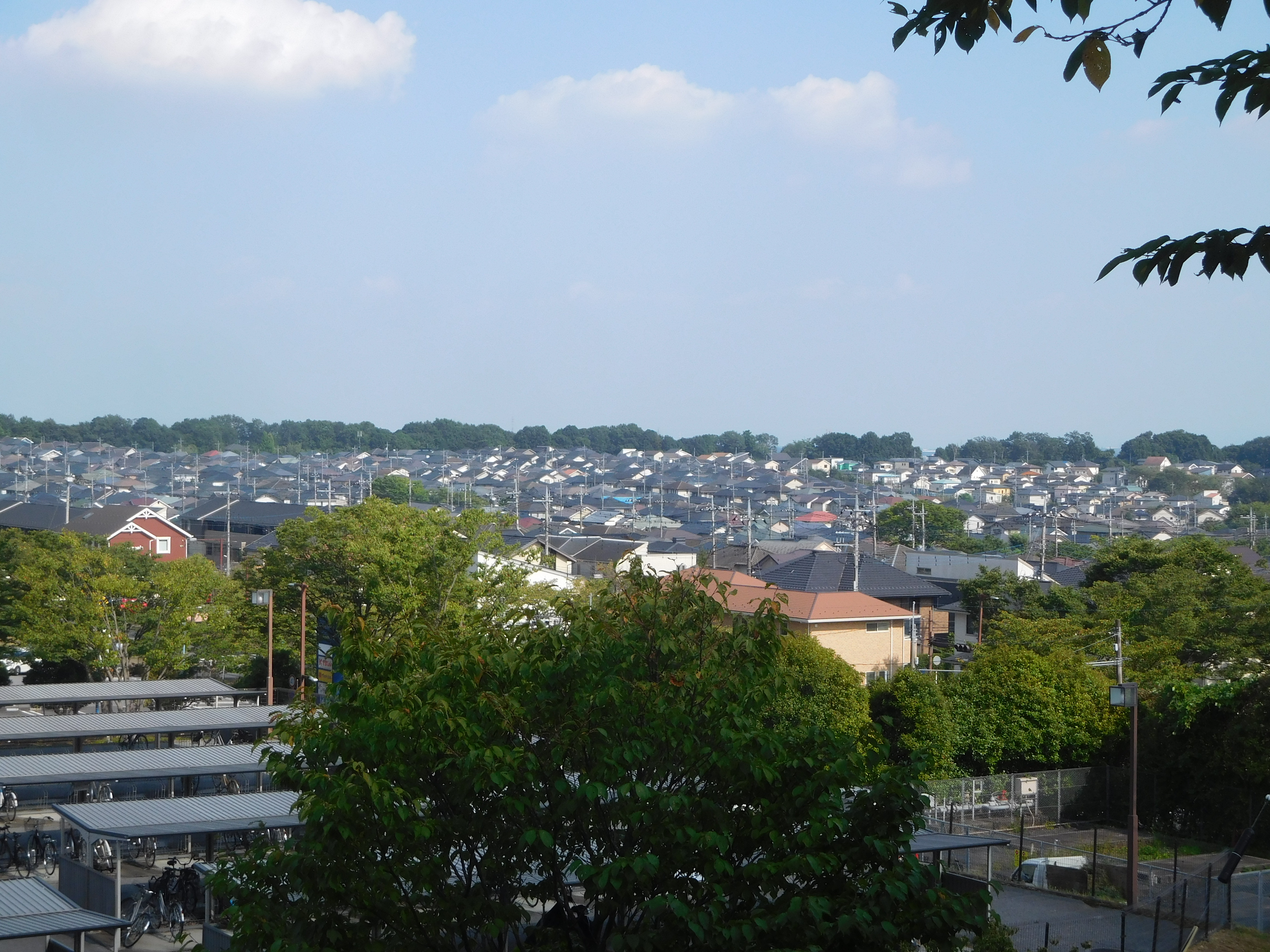
豊郷台二丁目
豊郷台地区地区計画では、北部がセンター地区・サブセンター地区、中南部が住宅専用地区に指定されている。豊郷台2丁目自治会は加入率が98.6%と高く、2017年（平成29年）度に自治会活動表彰を受けた。活動内容は年6回の「豊郷台’Sレポート」の発行、豊郷地区体育協会主催大会への全競技出場に向けた練習、8月の夏祭り、高齢者向けの「豊郷げんきサロン」などである。北は三丁目、北東は瓦谷町、南東は関堀町、南は長岡町、西は一丁目と接する。
豊郷台三丁目
豊郷台地区地区計画では、公園と道路以外の全域が住宅専用地区に指定されている。2000年（平成12年）に発足した豊郷台3丁目自治会は、大林新星和不動産やハウスメーカーと協力して自治会入会を売買契約の前提とすることで加入率100%を実現し、2013年（平成25年）度に自治会活動表彰を受けた。活動内容は年6回の清掃活動、年4回の「アートスクエア」の発行、ソフトボール大会などの各種スポーツ大会の開催、8月の夏祭りなどである。北から東にかけては関堀町、南は二丁目、西は一丁目と接する。

### 豊郷台地区地区計画
豊郷台は住みやすさと街並みの美しさを考慮の上開発された住宅地であり、市は「豊郷台地区地区計画」を2000年（平成12年）に決定した。対象地域は豊郷台二・三丁目であり、第一種住居地域をセンター地区とサブセンター地区に分け、第一種低層住居専用地域は住宅専用地区とした。住宅専用地区では敷地面積の下限を180 m2とし、建物の高さは9 m以内、軒高は6.5 m以内、道路や隣接地との境界から1 m以内の建築禁止、生け垣は2 m以内などの制限がある。センター地区は商業施設や公共公益施設を配置する地区と位置付けられ、戸建住宅、工場、パチンコ店などの建設を禁じている。サブセンター地区はセンター地区の機能を補完する地区と位置付けられ、敷地面積の下限を200 m2とし、建物の高さは12 m以内、道路や隣接地との境界から1 m以内の建築禁止、建物用途を店舗・店舗併用住宅に限定する等の制限がある。
以上のような地区計画と緑化協定により街並みが保持され、「豊郷台2丁目街区」が第2回宇都宮市まちなみ景観賞（1994年〔平成6年〕度）を受賞し、「豊郷台団地」がうつのみや百景（2003年〔平成15年〕）に選定されている。

### 小・中学校の学区
市立小・中学校に通う場合、学区は以下の通りとなる。
| 町名         | 番・番地等 | 小学校         | 中学校     |
| ------------ | ---------- | -------------- | ---------- |
| 豊郷台一丁目 | 全域       | 豊郷中央小学校 | 豊郷中学校 |
| 豊郷台二丁目 | 全域       | 豊郷中央小学校 | 豊郷中学校 |
| 豊郷台三丁目 | 全域       | 豊郷中央小学校 | 豊郷中学校 |

小・中学校とも豊郷台にはないが、宅地造成時に学校建設を見越した開発者は学校用地を市に寄付していた。しかし学校は建設されず、年1回「まほろばの道歩け歩け大会」の際に駐車場として利用するだけにとどまっていたため、2009年（平成21年）に多目的スポーツ施設として開放するよう住民からの要望が出され、学校予定地は「豊郷台グラウンド」となった。

## 歴史
宇都宮市豊郷地区はのどかな田園・里山が広がっていたが、宇都宮市街に隣接するため、1960年（昭和35年）頃より宅地化が進展していった。豊郷台では1972年（昭和47年）に大林不動産（現・大林新星和不動産）が開発造成に乗り出し、1980年（昭和55年）に1,549区画の開発許可が為された。1989年（平成元年）、帝京大学理工学部が開設されると同時に宇都宮市の上水道の分水契約締結と、豊郷台地域下水処理施設の稼働が開始した。
大林不動産から受注した大林組は、1990年（平成2年）3月に豊郷台ニュータウンの造成を終え、同年8月1日に新町名「豊郷台一 - 三丁目」が制定され、11月より全戸建売にて分譲を開始した。大林組は住宅開発では他のゼネコンからは後れを取っていたが、千葉県佐倉市の飯重地区住宅地開発事業（染井野）に次ぐ規模の開発を豊郷台で手掛け、不動産部門の拡張を図っていた。大林組では毎年100戸ずつ販売し、最終的に1,483戸を分譲する計画で、宇都宮市への進出企業の従業員と新幹線通勤者の需要を窺っていた。住宅の設計施工は木下工務店、細田工務店、積水ハウスなどが担当し、1戸当たりの敷地面積は180 - 240 m2、延床面積は90 - 110 m2で、元からの地域住民にすれば高すぎると感じる4000 - 5000万円台で販売していた。一方、購入者側は建築デザインが洗練され、大学などを取り込んだ総合プロジェクトとして開発されたことなどから納得して購入していた。1994年（平成6年）度に「豊郷台2丁目街区」が第2回宇都宮市まちなみ景観賞を受賞した。同年、水道施設が市へ移管された。
1996年（平成8年）には付近を通る宇都宮環状道路（宮環）が全線開通し、沿線にロードサイド店舗が進出するようになった。大林不動産でも分譲速度を加速させようと、豊郷台の中央部にショッピングセンター・ミュゼを1998年（平成10年）11月20日に開業した。この間、1997年（平成9年）に下水道施設が市へ移管された。2000年（平成12年）8月、豊郷台地区地区計画が決定し、2003年（平成15年）2月には「豊郷台団地」がうつのみや百景の1つ（71番）に選定された。
当初は理工学部のみであった帝京大学宇都宮キャンパスは2008年（平成20年）に医療技術学部柔道整復学科、2011年（平成23年）に経済学部地域経済学科を増設し、2010年（平成22年）には豊郷台接骨院を併設した。

### 町名の変遷
| 実施後       | 実施年月日              | 実施前（各町ともその一部） |
| ------------ | ----------------------- | -------------------------- |
| 豊郷台一丁目 | 1990年（平成2年）8月1日 | 長岡町、瓦谷町             |
| 豊郷台二丁目 | 1990年（平成2年）8月1日 | 長岡町、関堀町、瓦谷町     |
| 豊郷台三丁目 | 1990年（平成2年）8月1日 | 長岡町、瓦谷町             |

### 人口の変遷
総数 [世帯数： 、人口： ]
| 1995年（平成5年）  | 429世帯 1,413人   |
| 2000年（平成12年） | 783世帯 2,589人   |
| 2005年（平成17年） | 937世帯 2,989人   |
| 2010年（平成22年） | 1,093世帯 3,316人 |
| 2015年（平成27年） | 1,480世帯 4,247人 |
| 2020年（令和2年）  | 1,682世帯 4,628人 |

## 経済
2015年（平成27年）の国勢調査による15歳以上の就業者数は1,931人で、産業別では多い順に製造業（434人・22.5%）、学術研究・専門・技術サービス業（304人・15.7%）、医療・福祉（224人・11.6%）、卸売業・小売業（214人・11.1%）、教育・学習支援業（202人・10.5%）となっている。2014年（平成26年）の経済センサスによると、豊郷台の全事業所数は25事業所、従業者数は441人である。具体的には多い順に小売業が13、教育・学習支援業が4、医療業が3、洗濯・理容・美容・浴場業が2、専門サービス業、飲食店、その他の事業サービス業が各1となっている。全25事業所のうち11事業所が従業員4人以下の小規模事業所であるが、従業者の74%（325人）は3つある30人以上の事業所に集中している。

### 豊郷台ショッピングセンターミュゼ
二丁目にはスーパーマーケットや100円ショップ、ファストフード店などが入居するショッピングセンターの「豊郷台ショッピングセンターミュゼ」がある。

## 交通

### 路線バス
2023年（令和5年）9月現在、関東自動車（関東バス）が運行する以下の系統が乗り入れている。
- ■宇都宮駅 - 帝京大学
- ■宇都宮駅 - 宇都宮美術館
- ■宇都宮駅 - ニュー富士見

このほか、宇都宮市の地域内交通の1つのデマンドタクシー「よさとまほろば号」が豊郷台に乗り入れている。豊郷台を含む豊郷地域在住の住民のみ使用可能で、事前に会員登録をして利用する。1回300円で自宅から目的施設間を送迎する。

### 道路

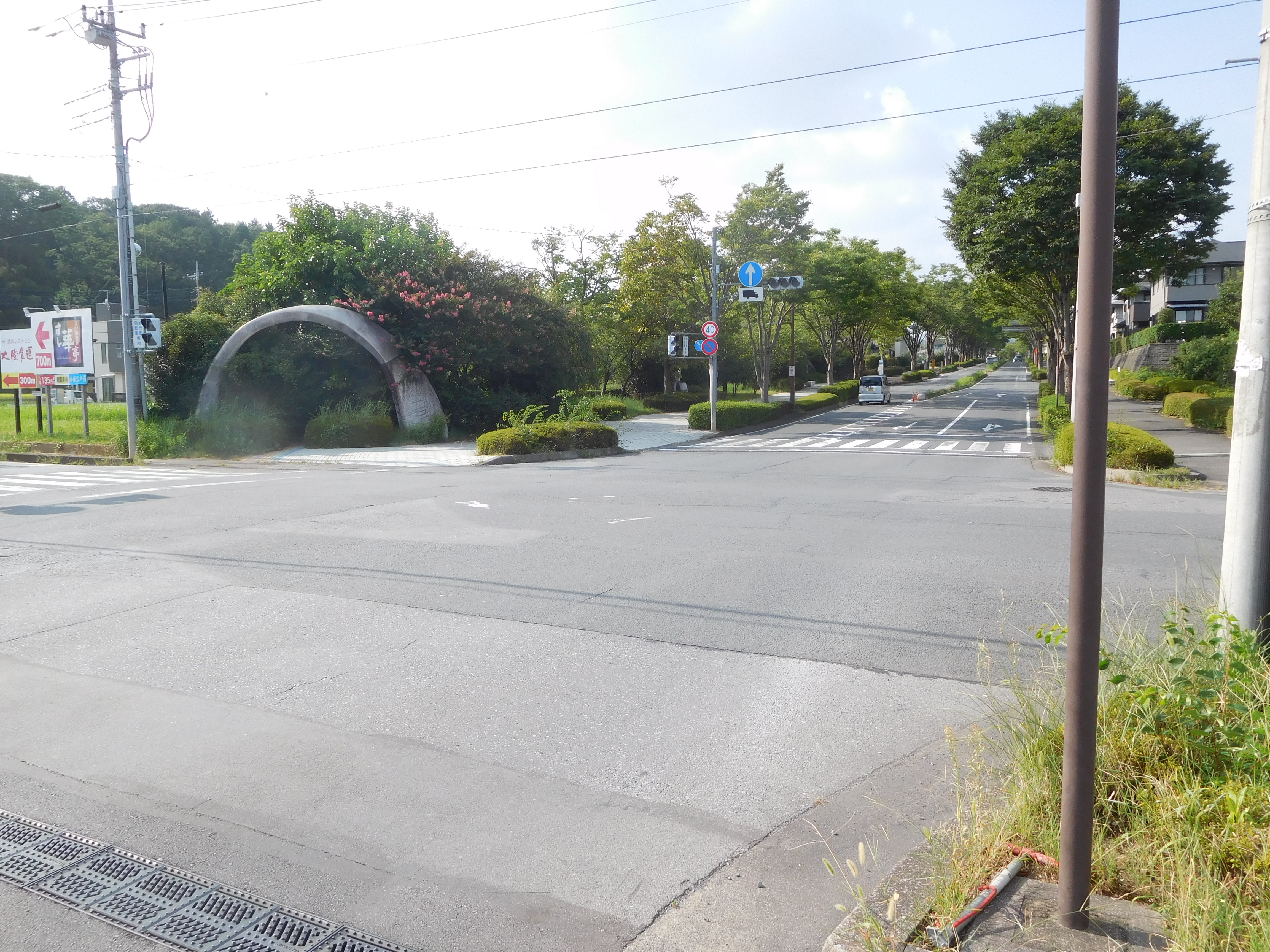
美術館通り入り口

宇都宮市の道路愛称事業の対象となる道路はないが、愛称の付けられた通りは存在する。二・三丁目の道路は幅員23 mの幹線道路、12 mまたは16 mの補助幹線道路、6 mまたは9 mの区画道路、4 mまたは6 mの歩行者専用道路で構成される。
- 美術館通り[17] - 正式には宇都宮市道4095号の全線および市道532号の一部[71]。豊郷台の幹線道路として位置付けられ[72]、上述の路線バスの全系統が通過する[63]。一丁目と二・三丁目の境界を成す[18]。
- けやき通り[17] - 正式には宇都宮市道532号の一部[71]。豊郷台中央公園の北を通る[17]補助幹線道路[25]。上述の路線バスのうち18番が通過し[63]、二丁目と三丁目の境界を成す[18]。瓦谷町との間に、田川を越える「瓦谷田川橋」がある[68]。
- 花水木通り[17] - 正式名称は宇都宮市道3448号[71]。豊郷台中央公園の南を通る[17]補助幹線道路[25]。
- その他の補助幹線道路[25]
  - 二丁目の通り[17][68][69][71] - 公園さくら通り（市道3445号）、山法師通り（市道3700号）
  - 三丁目の通り[67][17][71] - ゆりの木通り（市道4247号）、もちの木通り（市道4243号）

## 施設
豊郷台一丁目
- 帝京大学宇都宮キャンパス[19]

豊郷台二丁目
- 豊郷台ショッピングセンターミュゼ[15]
- 家族の家ひまわり宇都宮豊郷台訪問介護事業所[73]
- 豊郷台クリニック[74]
- 公文式 豊郷台教室
- チアリー英語教室 豊郷台（栃木県本部）教室
- 放課後等デイサービス こどもスタジオバンビ豊郷台教室
- MINT SECOND (美容室)

豊郷台三丁目
- かんけ胃腸クリニック[74]
- リーフ薬局[75]

### 公園・緑地
| 園名                     | 種別     | 面積（m2） | 出典   |
| ------------------------ | -------- | ---------- | ------ |
| 豊郷台中央公園           | 近隣公園 | 25,135.24  | [ 76 ] |
| ひだまり公園             | 街区公園 | 3,000      | [ 77 ] |
| ことり公園               | 街区公園 | 2,700      | [ 77 ] |
| わんぱく公園             | 街区公園 | 2,651      | [ 76 ] |
| のびのび児童公園         | 街区公園 | 2,634.11   | [ 76 ] |
| タンポポ公園             | 街区公園 | 2,594      | [ 76 ] |
| はらっぱ公園             | 街区公園 | 2,571      | [ 76 ] |
| みはらし公園             | 街区公園 | 2,500      | [ 77 ] |
| ほのぼの公園             | 街区公園 | 1,100      | [ 77 ] |
| とよさと野鳥の森緑地     | 都市緑地 | 44,538     | [ 76 ] |
| とよさとこもれびの森緑地 | 都市緑地 | 43,164     | [ 76 ] |
| とよさとひばり緑地       | 都市緑地 | 503.89     | [ 76 ] |